# Krapfia
Krapfia es un género con catorce especies de plantas de flores perteneciente a la familia Ranunculaceae. 

## Especies seleccionadas
- Krapfia clypeata
- Krapfia cochlearifolia
- Krapfia flava
- Krapfia gigas
- Krapfia gusmanni
- Krapfia gusmannii
- Krapfia haemantha
- Krapfia lechleri
- Krapfia macropetala
- Krapfia polystycha
- Krapfia raimondii
- Krapfia ranunculacea
- Krapfia ranunculina
- Krapfia weberbaueri